# Upland (Califòrnia)
Upland és una població dels Estats Units a l'estat de Califòrnia. Segons el cens del 2002 tenia 70.493 habitants.

## Demografia
Segons el cens del 2000, Upland tenia 68.393 habitants, 24.551 habitatges, i 17.873 famílies. La densitat de població era de 1.746,5 habitants/km².
Dels 24.551 habitatges en un 36,3% hi vivien nens de menys de 18 anys, en un 53,2% hi vivien parelles casades, en un 14,3% dones solteres, i en un 27,2% no eren unitats familiars. En el 21,1% dels habitatges hi vivien persones soles el 7% de les quals corresponia a persones de 65 anys o més que vivien soles. El nombre mitjà de persones vivint en cada habitatge era de 2,76 i el nombre mitjà de persones que vivien en cada família era de 3,21.
Per edats la població es repartia de la següent manera: un 27,3% tenia menys de 18 anys, un 9,6% entre 18 i 24, un 29,2% entre 25 i 44, un 23,1% de 45 a 60 i un 10,8% 65 anys o més.
L'edat mediana era de 34 anys. Per cada 100 dones de 18 o més anys hi havia 88,7 homes.
La renda mediana per habitatge era de 48.734 $ i la renda mediana per família de 57.471 $. Els homes tenien una renda mediana de 43.485 $ mentre que les dones 29.973 $. La renda per capita de la població era de 23.343 $. Entorn del 9,1% de les famílies i el 12% de la població estaven per davall del llindar de pobresa.

## Poblacions més properes
El següent diagrama mostra les poblacions més properes.